# Högsby pastorat
Högsby pastorat är ett pastorat i Stranda-Möre kontrakt i Växjö stift. Pastoratet omfattar  alla församlingar i Högsby kommun.
Pastoratet  består av
- Högsby församling
- Fågelfors församling
- Långemåla församling
- Fagerhults församling

Pastoratskod är 061505.